# 頼母木真六

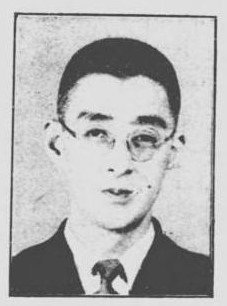
頼母木真六

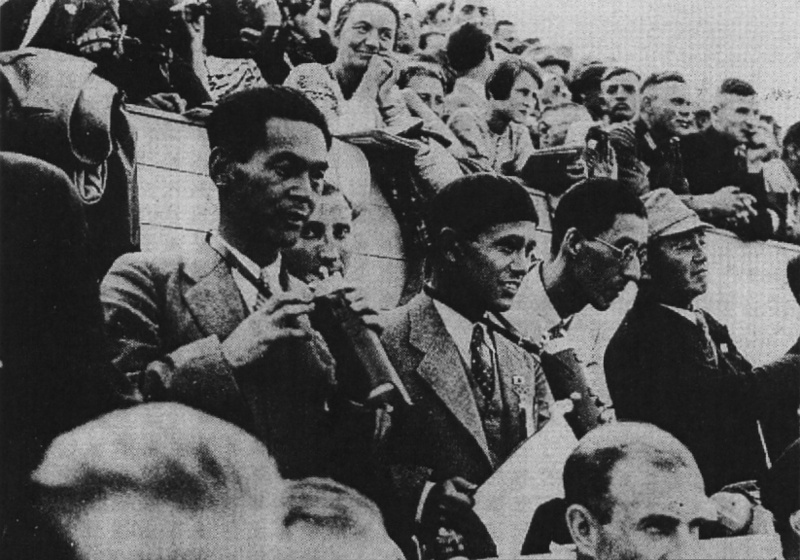
左から河西三省、山本照、頼母木真六（1936年ベルリン五輪取材）

頼母木 真六（たのもぎ しんろく、1899年（明治32年）1月26日 - 1968年（昭和43年）8月3日）は、昭和時代の政治家。記者。衆議院議員。旧姓は関。

## 経歴
東京市出身。関源二の六男として生まれ、頼母木桂吉の養子となり、1940年（昭和15年）家督を相続する。慶應義塾大学中退。のちカリフォルニア大学に社会学を聴講する。
1919年（大正8年）渡米し、羅府新聞、日米新聞記者、朝日新聞桑港特置員、帝国通信外報員、東京朝日新聞記者、1931年（昭和6年）日本放送協会に入り海外放送を創設、国際課長、国際部長を歴任した。
1942年（昭和17年）4月の第21回衆議院議員総選挙では東京府第3区から翼賛政治体制協議会推薦で出馬し当選。衆議院議員を1期務めた。在任中は内閣情報局委員、翼賛政治会政調内閣、逓信兼務委員を務めた。戦後、公職追放となった。追放解除後の1952年（昭和27年）10月の第25回衆議院議員総選挙と翌1953年（昭和28年）4月の第26回衆議院議員総選挙に東京1区から改進党公認で立候補したがいずれも落選した。のち改進党副幹事長を務めた。

## 親族
- 養父：頼母木桂吉（衆議院議員）[3]